# Conditionneur
Pour l’article homonyme, voir conditionneur (coiffure).
Un conditionneur est un circuit électronique de traitement du signal issu d'un capteur. Il est utilisé pour simplifier l'interface du capteur avec le système d'acquisition de données.
Dans une chaine de mesure, le conditionneur intervient entre le capteur et l'interface. Il met en forme le signal mesuré pour le traduire en une grandeur permettant le traitement (par exemple : tension, courant, fréquence).